# أوشات
أوشات هي بلدة في مقاطعة جاندار في ولاية بخارى في أوزبكستان.